# Politica della Norvegia
La politica della Norvegia consiste in una monarchia costituzionale in cui vige un sistema parlamentare di democrazia rappresentativa.
Il capo di Stato è il Re, che ha un ruolo politico puramente rappresentativo e simbolico.
Il potere esecutivo è esercitato dal Consiglio di Stato (o Consiglio del Re), la prima carica  guidata  dal Primo ministro, seconda carica per importanza dopo il Re, nominato da quest'ultimo e composto anche dai Ministri. Il potere legislativo è esercitato sia dal Governo che dal Parlamento (Storting), eletto tramite un sistema multipartitico e composto da 169 rappresentanti eletti ogni quattro anni dalle varie contee con un sistema proporzionale. Il sistema unicamerale è stato adottato nel 2009. Il potere giudiziario è indipendente dagli altri due e fa riferimento a una Corte Suprema nominata dal sovrano